# Peștera V5
Peștera V5 cunoscuta si ca Avenul V5 sau Avenul din Fața Muncelului este a doua cea mai adâncă peșteră din România și pe cale să devină și cea mai lungă.

## Localizare
Peștera V5 este situată pe platoul carstic Padiș în depresiunea Vărășoaia, de unde și inițiala numelui. Se poate ajunge de la Padiș pe marcajul ce duce la Peștera Cetatea Rădesei.

## Istoric
A fost descoperită în anul 1986 de speologul orădean Paul Damm, de la Clubul Z Oradea și explorată de-a lungul anilor de speologi de la Politehnica Cluj, cluburile orădene Z, Cristal și alte cluburi din țară. La descoperire P. Damm și M. Damm, degajează intrarea și după o nouă decolmatare efectuată la -5, se atinge o strâmtoare severă situată la -13. În septembrie 1987 se trece prin derocare de acest obstacol și se avansează până la -31.
În perioada iulie 1988 - ianuarie 1989 se forțează două strâmtori, ultima dintre ele necesitând o muncă de peste 40 de ore pentru a putea fi depășită. Sunt interceptate Complexul Sălilor Mari, Gal. Meandrului și Rețeaua Paralelă.
În august 1988 are loc prima acțiune de cartare, măsurându-se 300 m lungime și -104 m denivelare. În iulie 1989 se realizează topografia întregului sector cunoscut la acea dată. Concomitent încep derocările la capătul Sălii cu Aragonite (-77),  reușindu-se depășirea și a acestui ultim obstacol în august 1991. În 1992 se ajunge la un sifon situat la cota -273 m până unde se măsoară o lungime de 1446 m.
În luna august 2008 se face joncțiunea între "V5" și o altă peșteră din apropiere, Frigiderul lui Gigi, creând o arie explorabilă, în galerii, care însumează, estimativ, mai mult de 50 km și care se întinde, practic, sub întreg Platoul Padiș, în toată zona turistică.

## Descriere
Potențialul Peșterii V5 vine de la Platoul Padiș sub care se află. Este un bazin închis, unde apa de suprafață aproape lipsește, fiind drenată în întregime pe sub pământ în valea Galbenei și în valea Boghii. Prin colorări au fost identificate 8 bazine care comunică doar subteran. Zona este bogată în formațiuni carstice, peșteri ca Cetățile Ponorului, Lumea Pierdută, Ghețarul de la Barsa, Peștera Cetatea Rădesei, Peștera de la Căput. Sunt cîteva chei: Cheile Galbenei, Cheile Someșului Cald, Groapa Ruginoasa, doline uvale, izbucuri și ponoare etc.
Până în prezent, sunt cartografiați 18 km, dar potențialul este peste recordul celei mai lungi peșteri din țară, Peștera Vântului, de 50 de km.
Peștera cuprinde toate formele de endocarst, de la galeriile verticale spălate, pline cu septe, marmite lingurițe .  la cele orizontale, largi, populate cu toate speleotemele. Sunt prezente scurgerile parietale  stalactite.  stalacmite, coloane, gururi  Sunt descoperite și unicate. Clusterite cu cristale  aciculare de aragonit de 25 cm lungime. Există aici galerii uscate și galerii active, săli de mari dimensiuni sau galerii strâmte, greu de parcurs. În V5 se află cea mai voluminoasă sală de peșteră din România, sala Paul Matoș, lungă de 415 m și 1,2 milioane m³. 
Nu a fost publicată încă harta și o descriere amănunțită a peșterii, acestea fiind în progres. Peștera V5 poate să deschidă o perspectivă foarte importantă pentru Platoul Padiș, legată de turismul speologic de platou, cunoscut fiind faptul ca Platoul Padiș are foarte multe peșteri, dar niciuna amenajată pentru turism de masă. Ea este importantă nu numai pentru faptul că este foarte lungă și cea mai adâncă din România, ci și pentru relieful și formațiunile interioare, care reprezintă o atracție turistică deosebită, atât pentru vizitatori, cât și pentru speologi.

## Condiții de vizitare
Peștera V5 poate fi vizitată de echipe de speologi experimentați și necesită echipament de explorare complet: costume impermeabile, cizme, corzi, coborâtoare, blocatoare...

## Biologie
Fauna este relativ bogată, incomplet studiată. A fost identificat coleopterul Pholeuon (s. str.) knirschi cetatensis.